# Ramiro Civita
Ramiro Civita (* 16. Dezember 1966 in Buenos Aires) ist ein argentinischer Kameramann.

## Leben
Ramiro Civita ist ein seit 1994 tätiger argentinischer Kameramann, der vor allen Dingen Dokumentar- und Spielfilme in Argentinien, Spanien und Italien drehte, wobei er mit Regisseuren wie Fernando León de Aranoa, Daniel Burman und Silvio Soldini zusammenarbeitete. Für seine Kameraarbeit an dem von Andrea Molaioli inszenierten italienischen Mysterythriller La ragazza del lago wurde Civita für mehrere Filmpreise nominiert und unter anderem mit dem italienischen Filmpreis David di Donatello als bester Kameramann ausgezeichnet.

## Filmografie (Auswahl)
- 1996: Feines Pulver (Picado fino)
- 1999: Junta (Garage Olimpo)
- 2000: Essay über Bandoneon und drei Brüder (Saluzzi – Ensayo para bandoneon y tres hermanos)
- 2000: Warten auf den Messias (Esperando al mesías)
- 2002: Alle Stewardessen kommen in den Himmel (Todas las azafatas van al cielo)
- 2005: Princesas
- 2006: Eine Tradition der Familie (Derecho de familia)
- 2007: Pakt des Schweigens (Pacto de silencio)
- 2007: Tage und Wolken (Giorni e nuvole)
- 2010: Amador und Marcelas Rosen (Amador)
- 2010: Was will ich mehr (Cosa voglio di più)
- 2014: Bota
- 2015: Al centro de la tierra
- 2018: Astor Piazzolla - The Years of the Shark (Piazzolla, los años del tiburón)
- 2020: Karnawal
- 2023: Fireworks (Stranizza d’amuri)